# شب‌های گرم دکامرون
شب‌های گرم دکامرون (به ایتالیایی: Le calde notti del Decameron) یک فیلم کمدی سکسی ایتالیایی به کارگردانی جان پائولو کالگاری است که در سال ۱۹۷۲  منتشر شد. بنا به اظهار بازیگر زن اصلی فیلم فمی بنوسی، کارگردانی فیلم اگرچه رسماً به جان پائولو کالگاری نسبت داده می‌شود، اما در واقع توسط فیلمنامه‌نویس آن آلساندرو مورتی کارگردانی شده است. این توضیح می‌دهد که چرا در تیتراژ ابتدایی فیلم، نام مورتی (که به عنوان دستیار کارگردان نوشته شده)، در همان قاب ابتدایی در کنار جان پائولو کالگاری آمده است که نشانی از جایگاه مهم او در کارگردانی فیلم است.

## گزیدهٔ بازیگران
- سالواتوره پونتیلو
- دُن باکی
- فمی بنوسی
- کریستا نل
- اُرکیده‌آ دِ سانتیس
- پوپو دِ لوکا
- جان بارتا
- استر کارلونی
- کارلا مانچینی
- فولویو مینگوتسی